# Lobogeniates
Lobogeniates is een geslacht van kevers uit de familie van de bladsprietkevers (Scarabaeidae).

## Soorten
- Lobogeniates abdominalis Ohaus, 1917
- Lobogeniates alvarengai Martínez, 1958
- Lobogeniates alvinus Ohaus, 1931
- Lobogeniates apicalis Ohaus, 1931
- Lobogeniates bicolor Ohaus, 1917
- Lobogeniates borgmeieri Martínez, 1958
- Lobogeniates brasiliensis Martínez, 1964
- Lobogeniates brevior Ohaus, 1917
- Lobogeniates catharinae Ohaus, 1917
- Lobogeniates catullus Ohaus, 1931
  - = Lobogeniates catulla Ohaus, 1931
- Lobogeniates collaris (Burmeister, 1844)
  - = Geniates collaris Burmeister, 1844
  - = Leucothyreus fulvus Blanchard, 1851
- Lobogeniates curvidens Ohaus, 1922
- Lobogeniates elegans Ohaus, 1917
- Lobogeniates espiritosantensis Ohaus, 1917
- Lobogeniates flavipes Ohaus, 1917
- Lobogeniates flavolineatus Ohaus, 1917
  - = Lobogeniates flavolineata Ohaus, 1917
- Lobogeniates frontatus Ohaus, 1917
  - = Lobogeniates frontata Ohaus, 1917
- Lobogeniates fuscopunctatus Ohaus, 1917
  - = Lobogeniates fuscopunctata Ohaus, 1917
- Lobogeniates hirtus Ohaus, 1917
  - = Lobogeniates hirta Ohaus, 1917
- Lobogeniates immaculatus
- Lobogeniates laticosta Ohaus, 1917
  - = Lobogeniates laticosta Ohaus, 1917
- Lobogeniates marronus Ohaus, 1917
  - = Lobogeniates marrona Ohaus, 1917
- Lobogeniates nigricans Ohaus, 1917
- Lobogeniates nigripennis Ohaus, 1917
- Lobogeniates palleolus Ohaus, 1917
- Lobogeniates perezalcalai
- Lobogeniates pilicrus
- Lobogeniates punctipennis Ohaus, 1917
- Lobogeniates sericopygus
- Lobogeniates signatus
- Lobogeniates signicollis Ohaus, 1917
- Lobogeniates sinopensis
- Lobogeniates tucumanensis
- Lobogeniates waraputanus